# Danh sách đĩa nhạc của Thu Phương
Ca sĩ Thu Phương đến nay đã cho phát hành 6 album phòng thu, 3 album song ca, 3 album tuyển tập, 8 album biên tập, 5 album phòng thu kết hợp, 8 album video, 1 video unplugged, 19 đĩa đơn, 6 soundtrack, 2 EP và 2 đĩa than.
Cô bắt đầu sự nghiệp ca hát chuyên nghiệp của mình năm 1986. Năm 1990, Thu Phương tốt nghiệp trung cấp thanh nhạc - Nhạc viện Hà Nội và trở thành ca sĩ chuyên nghiệp trong biên chế của Nhà hát Tuổi trẻ. Cô bắt đầu đảm nhiệm ca sĩ hát chính trong ban nhạc trẻ Tây Hồ. Đến năm 1991 cô đạt Top ten tại Liên hoan đơn ca nhạc nhẹ Việt Nam toàn quốc lần II và tiếp đến là Huy chương vàng hội diễn chuyên nghiệp toàn quốc năm 1995. Cô ra mắt đĩa đơn đầu tay của mình Un-Break My Heart do Vafaco phát hành năm 1997 và đạt được danh tiếng ngay tại sản phẩm này với số bản đĩa tiêu thụ được là 20.000 bản.
Thu Phương cho phát hành album phòng thu đầu tay của mình, Thà làm hạt mưa bay vào tháng 9 năm 1998, nó trở thành album đi vào lịch sử của nhạc nhẹ Việt Nam khi cho ra đời ba bài hit, trong đó "Có phải em mùa thu Hà Nội" lập kỷ lục với 6 tháng liên tiếp đứng hạng nhất trên top ten Làn Sóng Xanh. Rải rác trong hai năm tiếp theo, cô đã tiếp tục xây dựng sự nghiệp của mình bằng nhiều album phòng thu kết hợp dưới dạng VCD, CD theo các hãng đĩa Hãng Phim Trẻ, Kim Lợi, Phương Nam Phim cùng với album phòng thu thứ hai của cô, mang tên Chào em ! chào xinh tươi, đã được phát hành vào năm 2000.
Hai album tiếp sau của Thu Phương, Như chưa bắt đầu và Đêm nằm mơ phố được phát hành lần lượt vào năm 2002 và 2004. Cả hai đĩa nhạc đều đạt được những thành tựu lớn.  Các album phòng thu tiếp theo của cô bao gồm Điều cuối cùng...đợi chờ vào năm 2007 và Phía nào đến chân trời phát hành vào năm 2014 đánh dấu sự hợp tác của cô với nhạc sĩ gắn liền với tên tuổi của mình - Việt Anh;

## Album phòng thu
| Tựa đề                   | Chi tiết album                                                                                       |
| ------------------------ | --- |
| Thà làm hạt mưa bay      | - Phát hành: Tháng 9 năm 1998 - Hãng đĩa: Bến Thành Audio & Video - Định dạng: CD, cassette          |
| Chào em chào xinh tươi   | - Phát hành: Tháng 8 năm 2000 - Hãng đĩa: Hãng phim Phương Nam - Định dạng: CD, cassette             |
| Như chưa bắt đầu         | - Phát hành: Tháng 6 năm 2002 - Hãng đĩa: Viết Tân Studio ·Phương Huy M.C Production - Định dạng: CD |
| Đêm nằm mơ phố           | - Phát hành: Tháng 9 năm 2004 - Hãng đĩa: Thúy Nga Paris - Định dạng: CD                             |
| Điều cuối cùng...đợi chờ | - Phát hành: Tháng 1 năm 2007 - Hãng đĩa: D&D Entertainment - Định dạng: CD                          |
| Phía nào đến chân trời   | - Phát hành: Tháng 10 năm 2014 - Hãng đĩa: D&D Entertainment - Định dạng: CD, Digital track          |

## Album song ca với Huy MC
| Tựa đề            | Chi tiết album                                                                      |
| ----------------- | ----------------------------------------------------------------------------------- |
| Tình yêu mắt nai  | - Phát hành: Năm 1999 - Hãng đĩa: Phương Nam Phim - Định dạng: CD, cassette         |
| Trọn đời bên nhau | - Phát hành: Năm 2000 - Hãng đĩa: Bến Thành Audio & Video - Định dạng: CD, cassette |
| Mùa thu khép lại  | - Phát hành: Năm 2000 - Hãng đĩa: Hãng phim trẻ - Định dạng: CD                     |

## Album tuyển tập
| Tựa đề                     | Chi tiết album                                                                |
| -------------------------- | ----------------------------------------------------------------------------- |
| Mơ về nơi...khi xưa ta bé  | - Phát hành: Năm 2003 - Hãng đĩa: Công ty Thế giới Nghệ Thuật - Định dạng: CD |
| Thời gian ơi (The best of) | - Phát hành: Năm 2007 - Hãng đĩa: Trung tâm Hoa Biển - Định dạng: CD          |
| The best of                | - Phát hành: Năm 2011 - Hãng đĩa: Công ty Thế giới Nghệ Thuật - Định dạng: CD |

## Album biên tập
| Tựa đề              | Chi tiết album                                                            |
| ------------------- | ------------------------------------------------------------------------- |
| Một đời mây gió     | - Phát hành: Năm 1999 - Hãng đĩa: Bến Thành Audio & Video - Định dạng: CD |
| Thời gian ơi        | - Phát hành: Năm 2006 - Hãng đĩa: D&D Entertainment - Định dạng: CD       |
| Câu chuyện tình tôi | - Phát hành: Năm 2008 - Hãng đĩa: Thúy Nga Paris - Định dạng: CD          |

| Tựa đề                      | Chi tiết album                                                      |
| --------------------------- | ------------------------------------------------------------------- |
| Như một lời chia tay        | - Phát hành: Năm 2005 - Hãng đĩa: Thúy Nga Paris - Định dạng: CD    |
| Em ra đi mùa thu            | - Phát hành: Năm 2006 - Hãng đĩa: D&D Entertainment - Định dạng: CD |
| Hà Nội & Tôi                | - Phát hành: Năm 2012 - Hãng đĩa: D&D Entertainment - Định dạng: CD |
| Biển, Nỗi nhớ...và Em       | - Phát hành: Năm 2013 - Hãng đĩa: D&D Entertainment - Định dạng: CD |
| Hội trăng (limited edition) | - Phát hành: Năm 2016 - Hãng đĩa: D&D Entertainment - Định dạng: CD |

## Album phòng thu kết hợp
| Tựa đề                 | Chi tiết album                                                            | VỚi                                  |
| ---------------------- | ------------------------------------------------------------------------- | ------------------------------------ |
| Bốn giọng ca vàng      | - Phát hành: Năm 1997 - Hãng đĩa: Bến Thành Audio & Video - Định dạng: CD | - Với Thanh Lam, Hồng Nhung, Mỹ Linh |
| Selections vol 1       | - Phát hành: Năm 1998 - Hãng đĩa: Bến Thành Audio & Video - Định dạng: CD | - Với Lam Trường                     |
| Tình thôi xót xa vol 2 | - Phát hành: Năm 1999 - Hãng đĩa: Hãng phim trẻ - Định dạng: CD           | - Với Lam Trường                     |
| Lời của giòng sông     | - Phát hành: Năm 2004 - Hãng đĩa: Nhóm Hướng Dương - Định dạng: CD        | - Với Nhóm Hướng Dương               |
| Nỗi niềm               | - Phát hành: Năm 2006 - Hãng đĩa: D&D Entertainment - Định dạng: CD       | - Với Quang Minh                     |

## Phát hành video
| Tựa đề                                                                         | Chi tiết album                                                                        |
| ------------------------------------------------------------------------------ | ------------------------------------------------------------------------------------- |
| Dòng sông lơ đãng video collection (với Huy MC)                                | - Phát hành: Năm 1997 - Hãng đĩa: Kim Lợi Audio & Video - Định dạng: VHS              |
| Tình thôi xót xa/Mắt buồn video                                                | - Phát hành: Năm 1999 - Hãng đĩa: Hãng phim trẻ - Định dạng: VCD                      |
| First Tour in USA (với Huy MC)                                                 | - Phát hành: Năm 2001 - Hãng đĩa: Kim Lợi Audio & Video - Định dạng: live-concert DVD |
| Promo video release Như một lời chia tay (extract from 10th Arena Anniversary) | - Phát hành: Năm 2005 - Hãng đĩa: D&D Entertainment - Định dạng: promo DVD            |
| Thuyền & Biển                                                                  | - Phát hành: Năm 2013 - Hãng đĩa: D&D Entertainment - Định dạng: bonus DVD            |
| Phía nào đến chân trời                                                         | - Phát hành: Năm 2014 - Hãng đĩa: D&D Entertainment - Định dạng: bonus DVD            |
| Theo dấu Vàng Son (phim tư liệu 20 năm hát nhạc Việt Anh)                      | - Phát hành: Năm 2020 - Hãng đĩa: D&D Entertainment - Định dạng: online MV            |
| Nam Phương hoàng hậu                                                           | - Phát hành: Năm 2020 - Hãng đĩa: D&D Entertainment - Định dạng: online MV            |

## Album trực tiếp/Unplugged/Demo
| Tựa đề           | Chi tiết album                                                                |
| ---------------- | ----------------------------------------------------------------------------- |
| Thời em đẹp nhất | - Phát hành: Năm 2019 - Hãng đĩa: FPT Telecom - Định dạng: live-concert video |

## Đĩa đơn
| Tựa đề                             | Chi tiết đĩa đơn                                                                                            |
| ---------------------------------- | --- |
| "Un-Break My Heart"                | - Phát hành: Năm 1997 - Hãng đĩa: Vafaco - Định dạng: CD, VHS, cassette, video                              |
| "Coco Jambo" (với Huy MC)          | - Phát hành: Năm 1997 - Hãng đĩa: Kim Lợi Audio & Video - Định dạng: single CD                              |
| "Nói với anh"                      | - Phát hành: Năm 1998 - Hãng đĩa: Viva Film - Định dạng: cassette single, CD single                         |
| "Khúc xuân" (với Huy MC)           | - Phát hành: Năm 2001 - Hãng đĩa: Phương Nam Phim, Phương Huy M.C Production - Định dạng: single CD         |
| "Bang Bang (My Baby Shot Me Down)" | - Phát hành: Năm 2001 - Hãng đĩa: Kim Lợi Audio & Video - Định dạng: single CD                              |
| "Mong chờ"                         | - Phát hành: Năm 2003 - Hãng đĩa: Công ty Thế Giới Nghệ Thuật - Định dạng: Single CD                        |
| "Giữ lại hạnh phúc"                | - Phát hành: Năm 2015 - Hãng đĩa: D&D Entertainment - Định dạng: single digital video, single digital track |
| "Ngày đó, ta gặp lại"              | - Phát hành: Năm 2016 - Hãng đĩa: D&D Entertainment - Định dạng: single digital track                       |
| "Mãi mãi"                          | - Phát hành: Năm 2018 - Hãng đĩa: D&D Entertainment - Định dạng: music video online                         |
| "Yêu xa là khó"                    | - Phát hành: Năm 2019 - Hãng đĩa: D&D Entertainment - Định dạng: single digital track & music video online  |
| "Thời em đẹp nhất"                 | - Phát hành: Năm 2019 - Hãng đĩa: D&D Entertainment - Định dạng: single digital track                       |
| "Sợ bắt đầu"                       | - Phát hành: Năm 2019 - Hãng đĩa: D&D Entertainment - Định dạng: single digital track                       |
| "Không là tình nhân"               | - Phát hành: Năm 2019 - Hãng đĩa: D&D Entertainment - Định dạng: single digital track                       |
| "Là cả sa mạc"                     | - Phát hành: Năm 2020 - Hãng đĩa: D&D Entertainment - Định dạng:single digital track & music video online   |
| "Ngại gì Shine"                    | - Phát hành: Năm 2021 - Hãng đĩa: D&D Entertainment - Định dạng:single digital track & music video online   |

| Tựa đề                   | Chi tiết đĩa đơn                                                                         |
| ------------------------ | ---------------------------------------------------------------------------------------- |
| "Phía nào đến chân trời" | - Phát hành: Năm 2014 - Hãng đĩa: D&D Entertainment - Định dạng: single DVD, music video |
| "Những ngày mưa rơi"     | - Phát hành: Năm 2014 - Hãng đĩa: D&D Entertainment - Định dạng: single DVD, music video |

| Tựa đề                                                   | Chi tiết đĩa đơn                                                                                   |
| -------------------------------------------------------- | -------------------------------------------------------------------------------------------------- |
| "Chưa bao giờ"                                           | - Phát hành: Năm 2006 - Hãng đĩa: D&D Entertainment - Định dạng: CD track                          |
| "Stronger Together" (Apollo Silicone's Traditional Song) | - Phát hành: Năm 2019 - Hãng đĩa: D&D Entertainment - Định dạng: digital track, live video version |

## Nhạc phim
| Tựa đề phim                            | Chi tiết              | Bài hát trong phim                                 |
| -------------------------------------- | --------------------- | -------------------------------------------------- |
| Nước mắt của biển                      | - Phát hành: Năm 1998 | - Tình biển (Duy Thái, thơ : Văn Lượng)            |
| Những đứa con của biển (phần Đảo Vắng) | - Phát hành: Năm 1998 | - Biển chiều (Tuấn Phương)                         |
| Hoa lục bình                           | - Phát hành: Năm 1999 | - Ngọn gió mùa xuân (Đặng Hữu Phúc, lời: Phan Đan) |
| Kẻ không cầu may                       | - Phát hành: Năm 2000 | - Tôi vẫn hát (Đặng Hữu Phúc, lời: Phan Đan)       |
| Hạnh phúc mong manh                    | - Phát hành: Năm 2014 | - Phía nào đến chân trời (Việt Anh)                |
| Già gân, mỹ nhân và găng tơ            | - Phát hành: Năm 2016 | - Hai chúng ta (Việt Anh)                          |

## EP & Đĩa than
| Tựa đề             | Chi tiết EP                                                                 |
| ------------------ | --------------------------------------------------------------------------- |
| Vé về tuổi thơ     | - Phát hành: Năm 2015 - Hãng đĩa: D&D Entertainment - Định dạng: digital EP |
| Hoàng hôn mùa đông | - Phát hành: Năm 2016 - Hãng đĩa: D&D Entertainment - Định dạng: digital EP |

| Tựa đề              | Chi tiết LP |
| ------------------- | --- |
| Lời của giòng sông  | - Phát hành: Năm 2014 - Hãng đĩa: Nhóm Hướng Dương - Định dạng: LP, đĩa than - Tái bản từ \|Lời của giòng sông (2004) |
| Thu Phương & Hà Nội | - Phát hành: Năm 2015 - Hãng đĩa: D&D Entertainment - Định dạng: LP, đĩa than - Tái bản từ Hà Nội & Tôi (2012)        |

## Các đĩa nhạc đã phát hành
| Khu vực | Thứ tự | Tên album                                 | Ghi chú                                        | Năm phát hành | Hãng phát hành                                  |
| ------- | ------ | ----------------------------------------- | ---------------------------------------------- | ------------- | ----------------------------------------------- |
| VN      | 1      | Unbreak My heart                          | đĩa đơn                                        | 1997          | Vafaco                                          |
| VN      | 2      | Bốn giọng ca vàng                         | với Thanh Lam, Hồng Nhung, Mỹ Linh             | 1997          | Bến Thành AV                                    |
| VN      | 3      | Thà làm hạt mưa bay                       | album đầu tay tự sản xuất                      | 1998          | Bến Thành AV                                    |
| VN      | 4      | Selection vol.1                           | với Lam Trường                                 | 1998          | Hãng Phim Trẻ                                   |
| VN      | 5      | Tình thôi xót xa vol.2                    | với Lam Trường                                 | 1999          | Hãng Phim Trẻ                                   |
| VN      | 6      | Một đời mây gió                           |                                                | 1999          | Bến Thành AV                                    |
| VN      | 7      | Tình yêu mắt nai                          | với Huy MC                                     | 1999          | Phương Nam Film                                 |
| VN      | 8      | Trọn đời bên nhau                         | với Huy MC                                     | 2000          | Bến Thành AV                                    |
| VN      | 9      | Mùa thu khép lại                          | với Huy MC                                     | 2000          | Hãng Phim Trẻ                                   |
| VN      | 10     | Chào em ! chào xinh tươi                  |                                                | 2000          | Phương Nam Film                                 |
| VN      | 11     | Khúc xuân                                 | CD single với Huy MC                           | 2001          | Viết Tân                                        |
| VN      | 12     | Như chưa bắt đầu                          |                                                | 2002          | Nhà xuất bản Âm nhạc & Viết Tân                 |
| USA     | 13     | Mơ về nơi...Khi xưa ta bé                 | phát hành giới hạn (limited edition)           | 2003          | Lạc Cầm Music                                   |
| USA     | 14     | Đêm nằm mơ phố                            | album bán chạy nhất (best-seller)              | 2004          | Thúy Nga Paris                                  |
| USA     | 15     | Lời của giòng sông (với Nhóm Hướng Dương) | acoustic nhạc Trịnh                            | 2004          | Nhóm Hướng Dương                                |
| USA     | 16     | Như một lời chia tay                      | nhạc Trịnh                                     | 2005          | Thúy Nga Paris                                  |
| USA     | 17     | Em ra đi mùa thu                          | nhạc tiền chiến                                | 2006          | D&D Entertainment                               |
| USA     | 18     | Nỗi niềm (với Quang Minh)                 | nhạc thính phòng giai đoạn 1975                | 2006          | D&D Entertainment                               |
| USA     | 19     | Thời gian ơi                              | tình khúc ngoại quốc & nhạc trẻ                | 2006          | D&D Entertainment                               |
| USA     | 20     | Điều cuối cùng... đợi chờ                 | tình khúc Việt Anh                             | 2007          | D&D Entertainment                               |
| USA     | 21     | Câu chuyện tình tôi                       | nhạc trữ tình hải ngoại                        | 2008          | Thúy Nga Paris                                  |
| USA     | 22     | Hà Nội & Tôi                              | tình khúc về Hà Nội                            | 2012          | Thúy Nga Paris                                  |
| USA     | 23     | Biển, Nỗi Nhớ...và Em                     | tình khúc về Biển (tri ân quê hương Hải Phòng) | 2013          | Thúy Nga Paris & D&D Entertainment (với CD/DVD) |
| USA     | 24     | Phía nào đến chân trời                    | love ballads                                   | 2014          | Online Release & D&D Entertainment (với CD/DVD) |
| VN      | 25     | Vé về tuổi thơ                            | EP với Team Thu Phương GHV 2015                | 2015          | Online Release (với Music Video)                |
| VN      | 26     | Giữ lại hạnh phúc                         | single online                                  | 2015          | Online Release (với Music Video)                |
| VN      | 27     | Hoàng hôn mùa đông                        | mini album (EP) online với Hoàng Dũng          | 2016          | Online Release                                  |

## Các tiết mục trênThúy Nga-Paris by Night
| Thứ tự | Các tiết mục | Ghi chú                                                                | Phát hành |
| ------ | --- | ---------------------------------------------------------------------- | --------- |
| 1      | LK: Cho tôi lại từ đầu (Trần Quang Lộc) & Quê hương tuổi thơ tôi (Từ Huy)                                        | PBN 77 30 năm viễn xứ                                                  | 2005      |
| 2      | Lời cảm ơn (Ngô Thụy Miên)                                                                                       | PBN 77 30 năm viễn xứ (hát với các ca sĩ Thúy Nga)                     | 2005      |
| 3      | Hướng về Hà Nội (Hoàng Dương)                                                                                    | PBN 91 Huế -Sài Gòn- Hà Nội                                            | 2008      |
| 4      | LK: 10 năm tình cũ & 20 Năm tình cũ (Trần Quảng Nam)                                                             | PBN 92 Nhạc yêu cầu (2008) (song ca với Thế Sơn)                       | 2008      |
| 5      | LK Lời cuối cho em (Nguyễn Ánh 9), Nhìn nhau lần cuối (Nguyễn Vũ), Điều giản dị (Phú Quang) & Yêu em (Lê Hựu Hà) | PBN 100 Ghi nhớ một chặng đường (song ca với Thế Sơn)                  | 2010      |
| 6      | Bài thơ không đoạn kết (Lam Phương)                                                                              | PBN 102 Nhạc yêu cầu - Tình ca Lam Phương                              | 2011      |
| 7      | Nghìn trùng xa cách (Phạm Duy)                                                                                   | PBN 103 Tình sử trong âm nhạc Việt Nam                                 | 2011      |
| 8      | Dạ khúc cho tình nhân (Lê Uyên Phương)                                                                           | PBN 105 Người tình                                                     | 2012      |
| 9      | Trăng dưới chân mình (Trần Lê Quỳnh)                                                                             | PBN 106 Lụa Silk                                                       | 2012      |
| 10     | LK: Bài tình ca cho em & Bản tình cuối (Ngô Thụy Miên) & Thuở ấy có em (Huỳnh Anh) & Trả nợ tình xa (Tuấn Khanh) | VSTAR 2012 Results (song ca với Phạm Quốc Thái & Đan Kim)              | 2012      |
| 11     | LK: Định mệnh (Song Ngọc) & Tình bơ vơ (Lam Phương)                                                              | PBN 106 VIP Party (song ca với Phạm Quốc Thái)                         | 2013      |
| 12     | Act: Linh hồn và thể xác & Con ma (Nguyễn Hải Phong)                                                             | PBN 107 Nguyễn Ngọc Ngạn: 20 năm sân khấu (song ca với Anh Tú)         | 2013      |
| 13     | Bang Bang (Khi xưa ta bé) (Nhạc Mỹ, lời Việt: Phạm Duy)                                                          | PBN 108 Time Thời gian                                                 | 2013      |
| 14     | LK: Một thoáng Tây Hồ (Phó Đức Phương) & Chiều phủ Tây Hồ (Phú Quang)                                            | PBN 109 Paris By Night 30th Anniversary (song ca với Ngọc Anh)         | 2013      |
| 15     | Trình diễn áo dài 3 miền: Em đi chùa Hương (nhạc: Trung Đức, thơ: Nguyễn Nhược Pháp)                             | PBN 109 Paris By Night 30th Anniversary (hát với 15 nữ ca sĩ Thúy Nga) | 2013      |
| 16     | Hợp ca: Hát mãi bài tình ca (Thái Thịnh)                                                                         | PBN 109 Paris By Night 30th Anniversary (hát cùng các ca sĩ Thúy Nga)  | 2013      |
| 17     | Tình hờ (Phạm Duy)                                                                                               | PBN 109 VIP Party                                                      | 2013      |
| 18     | What child is this - Chúa hài đồng (nhạc: William Chatterton Dix, lời Việt: Đức Trí)                             | PBN Gloria Cao cung lên                                                | 2013      |
| 19     | Bay đi cánh chim biển (Đức Huy)                                                                                  | VSTAR 2013 Results Show                                                | 2013      |
| 20     | Cô gái đến từ hôm qua (Trần Lê Quỳnh)                                                                            | VSTAR 2013 Reunion Show (song ca với Bảo Khánh)                        | 2014      |
| 21     | LK ''Ru'' (Ru ta ngậm ngùi, Ru em, Ru đời đi nhé & Ru tình) (Trịnh Công Sơn)                                     | VSTAR 2013 Reunion Show (hát cùng Mỹ Hạnh, Thanh Hà & Đình Bảo)        | 2014      |
| 22     | Hà Nội mười hai mùa hoa (Giáng Son)                                                                              | PBN 110 Phát lộc đầu năm                                               | 2014      |
| 23     | Trở về dòng sông tuổi thơ (Hoàng Hiệp)                                                                           | PBN 111 ''S''                                                          | 2014      |
| 24     | Nỗi nhớ mùa đông (Phú Quang) & Ô cửa sổ mùa đông (Dương Thụ)                                                     | PBN 112 Đông (song ca với Bằng Kiều)                                   | 2014      |
| 25     | Mùa giáng sinh hạnh phúc (John Lennon)                                                                           | PBN Gloria II Để Chúa đến                                              | 2014      |
| 26     | Phía nào đến chân trời (Việt Anh)                                                                                | VSTAR 2014 Results Show                                                | 2015      |
| 27     | Nếu chỉ còn một ngày để sống (Hoài An)                                                                           | VSTAR 2014 Results Show (hát cùng với Hoàng Anh Khang & Hoàng Hiệp)    | 2015      |
| 28     | Bông vạn thọ (Võ Thiện Thanh)                                                                                    | PBN 113 Mừng tuổi mẹ                                                   | 2015      |
| 29     | Những ngày thơ mộng (Hoàng Thi Thơ)                                                                              | PBN 114 Tôi là người Việt Nam                                          | 2015      |

## Các tiết mục trên các trung tâm hải ngoại
| Thứ tự | Các tiết mục                                                           | Ghi chú                                       | Phát hành |
| ------ | ---------------------------------------------------------------------- | --------------------------------------------- | --------- |
| 1      | Bang Bang (Khi xưa ta bé) (nhạc Mỹ, lời Việt: Phạm Duy)                | Kim Lợi 12th Anniversary                      | 2004      |
| 2      | Chén đắng (Trương Lê Sơn)                                              | Trung tâm Hoa Biển                            | 2005      |
| 3      | Hãy về đây bên em (Duy Mạnh)                                           | Trung tâm Hoa Biển                            | 2005      |
| 4      | Kiếp đỏ đen (Duy Mạnh)                                                 | Trung tâm Hoa Biển                            | 2005      |
| 5      | Ôi ! tình yêu (Oh Mon Amour) (nhạc Pháp, lời Việt: Phạm Duy)           | Trung tâm Hoa Biển (song ca với Elvis Phương) | 2005      |
| 6      | Thời gian ơi (Hữu Tâm)                                                 | Trung tâm Hoa Biển                            | 2006      |
| 7      | Vầng trăng khóc (Nguyễn Văn Chung)                                     | Trung tâm Hoa Biển (song ca với Tiến Dũng)    | 2006      |
| 8      | Dù nắng có mong manh (Anh Bằng)                                        | Trung tâm Hoa Biển                            | 2007      |
| 9      | Hà Nội mùa vắng những cơn mưa (Trương Quý Hải)                         | MFC Hoa hậu Việt Nam Hoàn Vũ 2006-2007        | 2007      |
| 10     | Hãy đến bên em (nhạc Pháp, lời Việt: Phạm Duy)                         | MFC Miss Vietnam Global 2007                  | 2007      |
| 11     | LK: Bèo dạt mây trôi & Người ở đừng về (dân ca quan họ Bắc Ninh remix) | MFC in Florida                                | 2009      |
| 12     | Thuở ấy có em (Huỳnh Anh)                                              | MFC Hoa hậu Việt Nam Toàn Cầu 4               | 2010      |
| 13     | Thư Pháp (Nguyễn Duy Hùng)                                             | Vân Sơn 46 in Praha - Giữ trọn tình quê       | 2011      |
| 14     | Tình Hờ (Phạm Duy)                                                     | Vân Sơn 46 in Praha - Giữ trọn tình quê       | 2011      |
| 15     | Tình khúc chiều mưa (Nguyễn Ánh 9)                                     | Vân Sơn 47 in Edmonton - Hè trên xứ lạnh      | 2011      |
| 16     | Giữ lại hanh phúc remix (Anh Tú)                                       | MFC Hoa hậu Việt Nam Toàn Cầu 8               | 2016      |
| 17     | Sau tất cả (Khắc Hưng)                                                 | MFC Hoa hậu Việt Nam Toàn Cầu 8               | 2016      |